# Хаммер, Кристиан (двоеборец)
Кристиан Хаммер (норв. Kristian Hammer; род. 20 марта 1976 года в Нарвике, Нурланн) — известный норвежский двоеборец, двукратный чемпион мира.

## Спортивная карьера
Лучшим результатом Кристиана Хаммера являются 2 золотые медали на чемпионатах мира 2001 и 2005 годов в командном первенстве. В 2005 году он также завоевал бронзовую медаль в индивидуальном спринте.
На олимпийских играх Кристиан Хаммер выступал 3 раза в 1998, 2002 и 2006 годах. Лучший результат - 5 место в команде и 8 место в индивидуальной гонке на Олимпиаде 2002 в Солт-Лейк-Сити. Он не был включён в эстафетную команду, завоевавшую золотую медаль в 1998 году.
На этапах Кубка мира Кристиан Хаммер одержал 4 победы в личных гонках.
Чемпион Норвегии в спринте (2001, 2003), гонке преследования (2003) и эстафете (1995, 1998, 1999, 2001). Серебряный призёр чемпионата Норвегии в спринте (1999, 2000), гонке преследования (1997, 1998, 2001), эстафете (1993, 2002). Серебряный призёр чемпионата Норвегии по лыжным гонкам в командном спринте с Томасом Альсгордом (2005).
В 2013—2014 и 2016—2019 годах — главный тренер сборной Норвегии по лыжному двоеборью.